# دارينجتون هوبسون
دارينجتون هوبسون (بالإنجليزية: Darington Hobson)‏ مواليد 29 سبتمبر 1987 في لاس فيغاس، هو لاعب كرة سلة أمريكي. بدأ مسيرته الاحترافية في سنة 2010. تم اختياره من قبل فريق ميلووكي باكز خلال الدرافت. يحمل الرقم 1. يبلغ طوله 6 قدم 7 بوصة (2.0 م).

## روابط خارجية
- دارينجتون هوبسون على موقع إن بي أي (الإنجليزية)
- دارينجتون هوبسون على موقع سبورتس رفرنس (الإنجليزية)
- دارينجتون هوبسون على موقع كرة السلة الأوروبية.كوم (الإنجليزية)
- دارينجتون هوبسون على موقع DraftExpress.com (الإنجليزية)
- دارينجتون هوبسون على موقع كلية كرة السلة في سبورتس رفرنس.كوم (الإنجليزية)
- دارينجتون هوبسون على موقع ريلجم (الإنجليزية)
- دارينجتون هوبسون على موقع بروبوليرز (الإنجليزية)
- دارينجتون هوبسون على موقع سبورتس رفرنس (الإنجليزية)
- دارينجتون هوبسون على موقع سبورتس رفرنس (الإنجليزية)